# Suha pri Predosljah
Suha pri Predosljah je naselje u slovenskoj Općini Kranju. Suha pri Predosljah se nalazi u pokrajini Gorenjskoj i statističkoj regiji Gorenjskoj. 

## Stanovništvo
Prema popisu stanovništva iz 2002. godine naselje je imalo 229 stanovnika.